# Albert Courquin
Albert Courquin (Bourbourg-Campagne, Nord, 30 de març de 1875 – Albi, Tarn, 24 de març de 1953) va ser un tirador francès que va competir durant el primer quart del segle xx.
El 1908 va prendre part en els Jocs Olímpics de Londres, on va guanyar una medalla de bronze en la prova de rifle lliure, 300 metres per equips, mentre la de rifle militar per equips fou quart.
Fins a 1924 no disputà els seus segons i darrers Jocs Olímpics. En ells va guanyar la medalla de plata en la prova de rifle lliure per equips, mentre en la de rifle lliure a 600 metres fou sisè.